# Zalman Aran

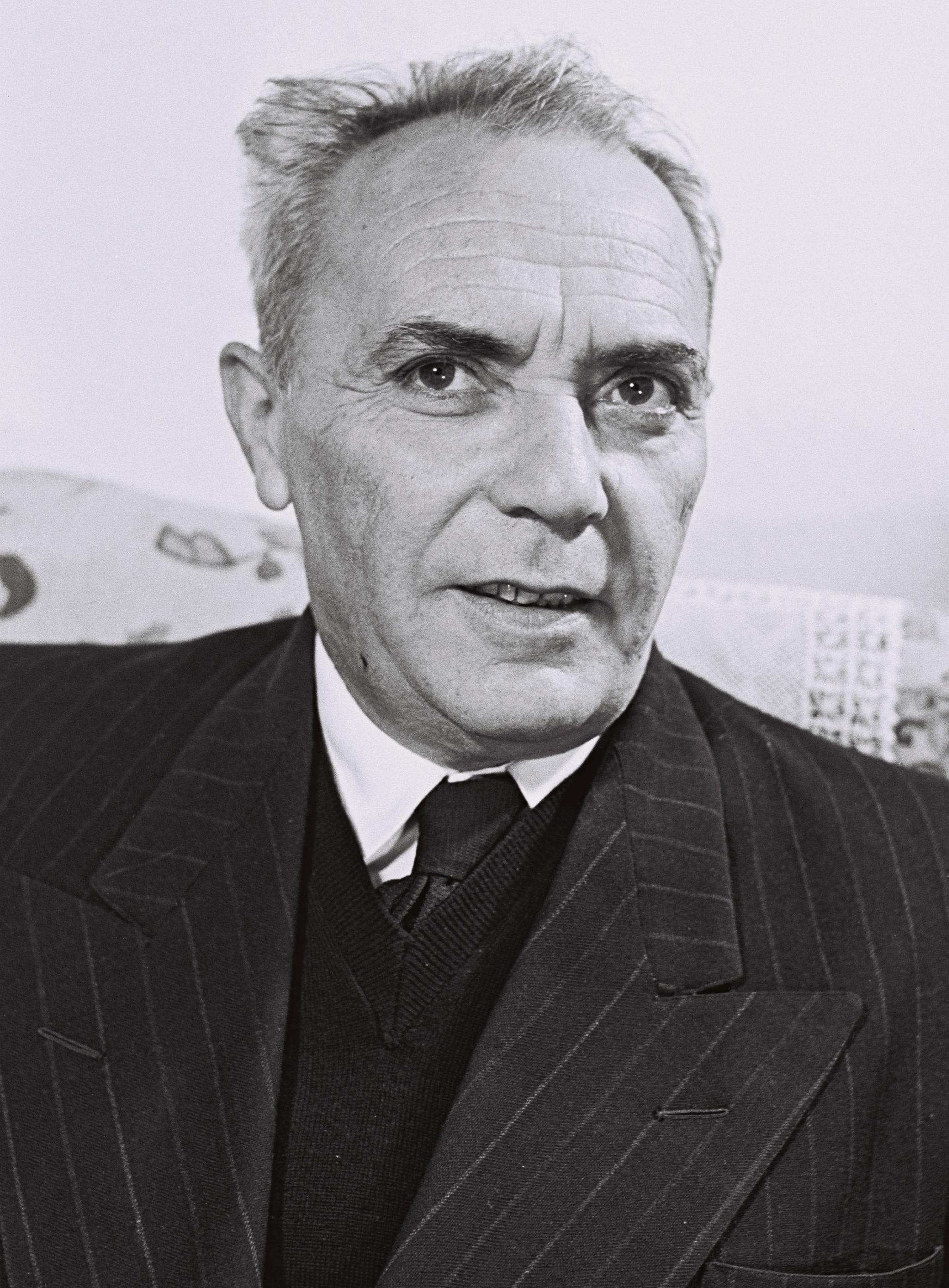
Zalman Aran (1954)

Zalman Aran, geboren als Zalman Aharonowitz; hebräisch זלמן ארן; (* 1. März 1899 in Jusowka, Russisches Kaiserreich, heute Donezk, Ukraine; † 6. September 1970 in Jerusalem) war ein aus der Ukraine stammender israelischer Politiker, der 1949 als Abgeordneter in die erste Knesset gewählt wurde und dieser zwanzig Jahre angehörte sowie mehrfach Minister war.

## Leben

### Ausbildung und Gewerkschafter
Aran besuchte nach einem Cheder verschiedene Jeschiwot sowie eine Abendschule in der Ukraine. Später studierte er in der Ukraine an einem Institut für theoretische Wissenschaften und einem Institut für Agrarwissenschaften. Seine religiöse Ausbildung hinderte ihn nicht daran, ein Agnostiker zu werden.
Während des Ersten Weltkrieges wurde er 1916 sowohl Mitglied einer zionistischen Jugendbewegung als auch aktives Mitglied einer Organisation, die jüdischen Flüchtlingen half. Nachdem er 1917 Mitglied des Selbstverteidigungsorganisationskomitees der Bewegung Junges Zion wurde, war er zwischen 1918 und 1923 als Lehrer und Statistiker tätig sowie zugleich von 1920 bis 1923 Aktivist der Sozialistisch-Zionistischen Partei. Zuletzt war er von 1924 bis 1925 auch Mitglied des Zentralkomitees dieser Partei.
Nach seiner Einwanderung (Alija) in das Völkerbundsmandatsgebiet Palästina 1926 verdiente er seinen Lebensunterhalt als Bauarbeiter und Straßenbauarbeiter, ehe er Sekretär der Achdut haAwoda in Tel Aviv sowie von 1931 bis 1934 Sekretär des Arbeiterrates von Tel Aviv war. Danach war er zwischen 1936 und 1947 Schatzmeister und Direktor der Informationsabteilung des Exekutivkomitees der Histadrut, des Dachverbandes der Gewerkschaften. Als solcher gehörte er zu den Mitgründern der Schule für Gewerkschaftsfunktionäre und wurde 1946 auch Mitglied des Zionistischen Exekutivkomitees sowie 1948 Mitglied von dessen Präsidium. 1948 wurde er außerdem zum Generalsekretär der Arbeiterpartei (Mapai) gewählt.

### Abgeordneter der Knesset und Minister
Nach der Gründung des Staates Israel wurde Aram am 14. Februar 1949 erstmals Abgeordneter der Knesset und gehörte dieser als Vertreter der Mapai mehr als zwanzig Jahre bis zum 17. November 1969 an. Während seiner langjährigen Parlamentszugehörigkeit gehörte er fast durchgehend dem Knesset-Ausschuss für Auswärtige Angelegenheiten und Verteidigung an und war zwischen Februar 1949 und August 1951 Vorsitzender dieses Ausschusses.
Im Januar 1955 wurde Aran von Ministerpräsident Mosche Scharet zum Minister ohne Geschäftsbereich in dessen Kabinett berufen und war dann nach einer Regierungsumbildung von Juni bis November 1955 Verkehrsminister im Kabinett Scharet.
Anschließend berief ihn Ministerpräsident David Ben-Gurion im November 1955 zum Minister für Bildung und Kultur in die siebte Regierung Israels. Diese Funktion übte er bis zu seiner Ablösung durch Abba Eban im August 1960 aus. Er leitete eine Bildungsoffensive im Bereich „jüdisches Bewusstsein“ und führte an den Schulen den jüdischen Kalender und den Unterricht in religiösen Angelegenheiten ein. Weiterhin verboten blieb der Unterricht von Jiddisch und der anderen Sprachen der jüdischen Diaspora. Auch der Unterricht der deutschen Sprache blieb unerwünscht.
Im Juni 1963 ernannte ihn Levi Eschkol, Ben-Gurions Nachfolger als Ministerpräsident, zum Minister für Bildung und Kultur in der elften Regierung Israels. Dieses Ministeramt hatte er auch in den darauf folgenden Regierungen von Levi Eschkol und Golda Meir bis Dezember 1969 inne.